# Зе Сержіо
Жозе «Зе» Сержіо Престі (порт. José „Zé“ Sérgio Presti, нар. 8 березня 1957, Сан-Паулу, Бразилія) — колишній бразильський футболіст, що грав на позиції флангового півзахисника.
Виступав за національну збірну Бразилії. Дворазовий переможець Ліги Пауліста. Переможець Ліги Каріока.

## Клубна кар'єра
У дорослому футболі дебютував 1976 року виступами за команду клубу «Сан-Паулу», в якій провів вісім сезонів, взявши участь у 84 матчах чемпіонату.
Згодом з 1984 по 1987 рік грав у складі команд клубів «Сантус», «Беллінцона» та «Васко да Гама».
Завершив професійну ігрову кар'єру у клубі «Хітачі», за команду якого виступав протягом 1988—1991 років.

## Виступи за збірну
1978 року дебютував в офіційних матчах у складі національної збірної Бразилії. Протягом кар'єри у національній команді, яка тривала 4 роки, провів у формі головної команди країни 25 матчів, забивши 5 голів.
У складі збірної був учасником чемпіонату світу 1978 року в Аргентині, на якому команда здобула бронзові нагороди, розіграшу Кубка Америки 1979 року у різних країнах, на якому команда здобула бронзові нагороди.

## Досягнення
- Переможець Ліги Пауліста:

«Сан-Паулу»: 1980, 1981
- Переможець Ліги Каріока:

«Васко да Гама»: 1987
- Бронзовий призер чемпіонату світу: 1978